# 长沙民政职业技术学院
28°08′15″N 113°01′01″E / 28.137507°N 113.016829°E
长沙民政职业技术学院（英語：Changsha Social Work College）坐落在湖南省长沙市的一所省属专科层次职业学校。

## 历史
长沙民政职业技术学院始建于1984年。
2000年，长沙民政职业技术学院被湖南省教育厅接收。现今，湖南省人民政府正在协调长沙民政职业技术学院与長沙理工大學所属的独立学院城南學院合并转设为职业本科高校长沙民政职业技术大学。

## 学校院系
长沙民政职业技术学院分为9个下属学院和37个专业，其中商学院是九大学院之首。
- 商学院、民政与社会工作学院、软件学院、电子信息工程学院、财经管理学院、艺术学院、医学院、殡仪学院、外语学院

## 学校资源
长沙民政职业技术学院拥有156万册的图书馆，240间多媒体教室，实验实训室258个，校外实训基地334个。

## 校园文化
- 爱众、亲仁；[註 1] 博学、笃行[註 2] [4]
- 刊物:《长沙民院报》、《晨钟杂志》、《青春心海报》、《学子生活报》

## 荣誉
全国职业教育先进单位、湖南省职业教育先进单位、湖南省毕业生就业工作优秀单位、湖南省文明标兵单位

## 争议
校学工处副处长、保卫部部长孙敏江带人殴打、虐待学生。

## 著名校友
- 梁仲，原浏阳市人民政府市长、中国共产党芙蓉区委员会书记。

## 脚注
1. ↑  爱众亲仁出自《论语·学而》：“弟子入则孝，出则悌，谨而信，泛爱众，而亲仁。行有余力，则以为文。”
2. ↑  博学笃行出自《礼记》：“博学之，审问之，慎思之，明辨之，笃行之”。